# Piątkowo (Poznań)

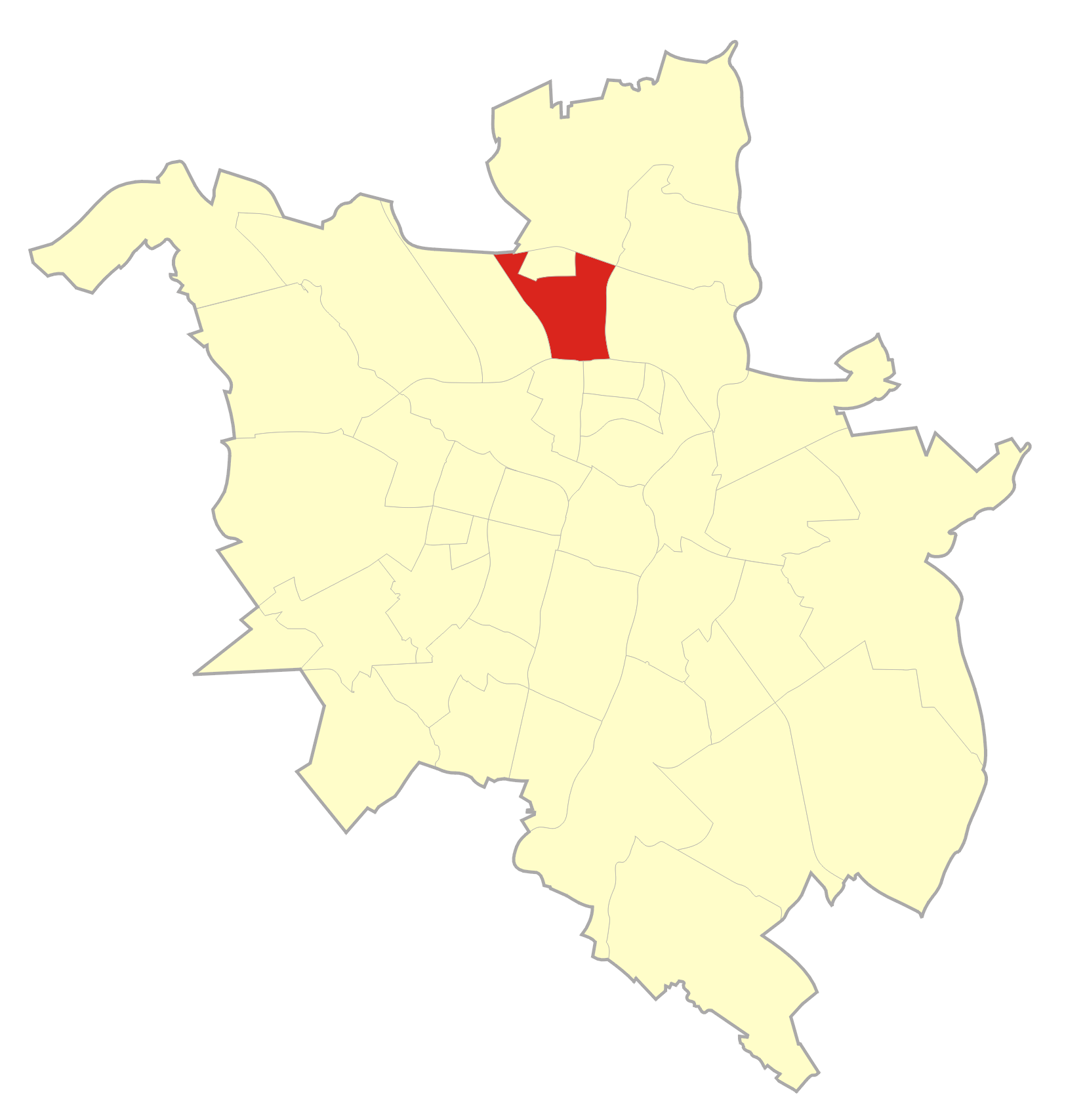
Osiedle Piątkowo

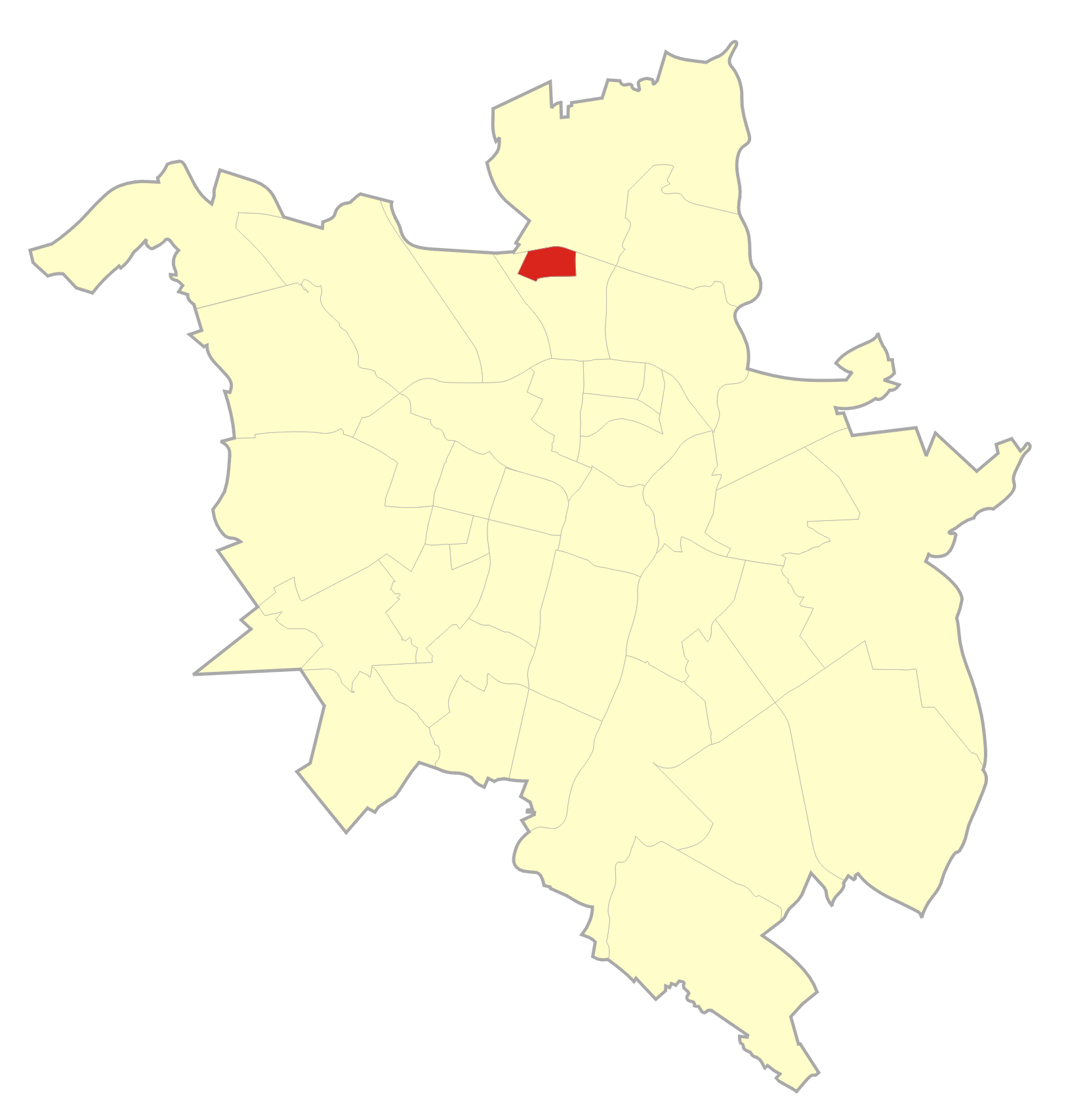
Osiedle Piątkowo Północ

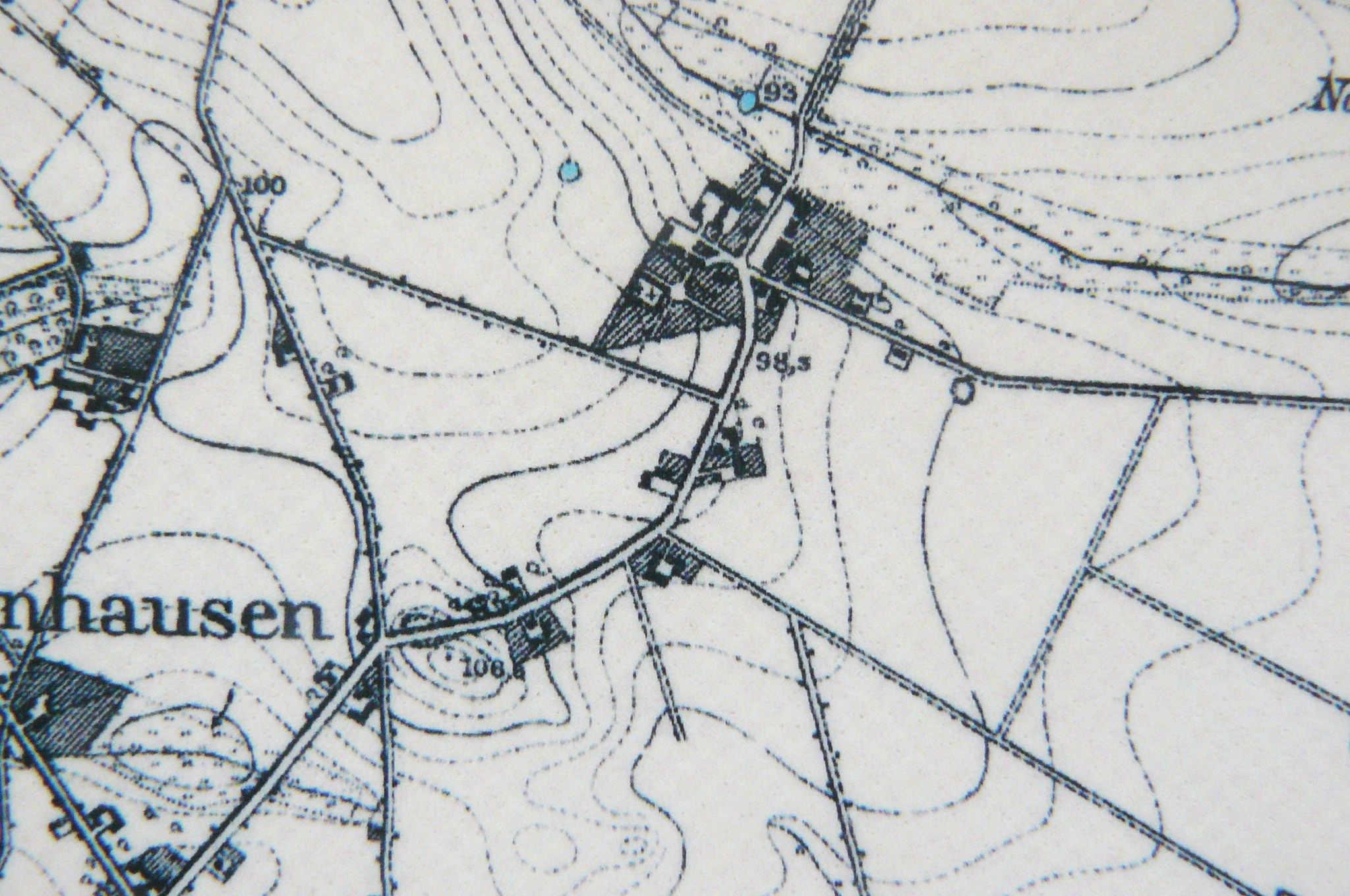
Piątkowo w 1890

Piątkowo – część miasta Poznania obejmująca dwie jednostki samorządowe: „Osiedle Piątkowo” oraz „Osiedle Piątkowo Północ”, zabudowana głównie blokami mieszkalnymi.

## Opis
Piątkowo i Winogrady posiadają zespół osiedli mieszkaniowych, mający podobny charakter i liczebność jak zespół osiedli: Rataje, Żegrze, Chartowo.
Według danych z 1 stycznia 2010 r. osiedle Piątkowo zamieszkuje 36 216 osób, a osiedle Piątkowo Północ 9859 osób.

## Położenie
Piątkowo jest położone w północnej części miasta na wschód od ul. Obornickiej i północ od ul. Lechickiej, przez którą łączy się z Winogradami, dzielnicą o podobnym charakterze w tej jej części. Od północy ogranicza ją linia kolejowa nr 395, a od wschodu graniczy z Naramowicami.
Osiedle Piątkowo obejmuje obszar o powierzchni 3,84 km², a Osiedle Piątkowo Północ 0,79 km², co daje łącznie obszar 4,63 km².

## Historia
Obecna część miasta Poznań o nazwie Piątkowo była kiedyś osobną wsią. Według XVIII wiecznej mapy Gillego zabudowania zwartej wsi leżały nad strumieniem spływającym do rzeki Warty, prawdopodobnie około 3 km na północny zachód od obecnej części miasta zwanej Naramowice, które wówczas również były osobną wsią. W 1948 centrum wsi Piątkowo leżało ok. 1, 5 km na południowy zachód od tego miejsca. Obecnie, po wybudowaniu nowych osiedli mieszkaniowych, nie ma już śladów po dawnej wsi.
Miejscowość pierwotnie była związana z Wielkopolską. Istnieje co najmniej od połowy XIII wieku i ma średniowieczną metrykę. Pierwszy zachowany zapis pochodzi z łacińskiego dokumentu z 1253 (wg kopii z 1298) gdzie odnotowano ją pod nazwą „Panthcow”, 1288 „Panthcovo” (według zachowanej kop. 1600-1602), 1291 „Puntchove”, 1296 (według zachowanej kopii z 1304) „Pentchow”, 1398 „Panthkowo”, 1400 „Pantcowo”, 1469 „Pyathkowo”, 1486 „Pyątkow”, 1488-1492 „Pyanthkowo”, 1563 „Pianthkowo”, 1577 „Piątkowo”.
Początkowo wieś należała do opola chojnickiego z siedzibą w Chojnicy, które było reliktem opola - przedpaństwowej wspólnoty rodowo-terytorialnej, a w późniejszym okresie stało się administracyjnym podokręgiem kasztelanii. W 1398 Piątkowo zostało odnotowane w granicach tego opola.
Miejscowość była wsią książęcą należącą do władców wielkopolskich, a później kościelną, należącą do zakonu dominikanek (później katarzynek) poznańskich. Od 1320 leżała w Zjednoczonym Królestwie Polskim, a od 1380 w powiecie poznańskim województwa poznańskiego w Koronie Królestwa Polskiego. W 1508 należała do powiatu poznańskiego Korony Królestwa Polskiego i leżała w parafii św. Wojciech w Poznaniu.
Pierwszy zapis związany ze wsią pochodzi z 1253 z dokumentu wystawionego przez kancelarię księcia wielkopolskiego Przemysła I oraz jego brata księcia wielkopolskiego Bolesława Pobożnego, którzy powierzyli Tomaszowi z Gubina nad Nysą lokację miasta Poznania na prawie magdeburskim, wymieniając 17 wsi w okolicy, a w tym m. in. Piątkowo, które przekazali temu miastu. We wsiach znajdowało się 30 łanów roli dla Tomasza pełniącego funkcję wójta oraz 20 łanów przeznaczonych na pastwiska dla mieszczan poznańskich.
W 1282 dokument ten został transumowany przez kancelarię księcia wielkopolskiego Przemysła II, który uposażył klasztor dominikanek poznańskich w dobra ziemskie: Piątkowo, Rudnicze, Zaparcin oraz jezioro koło wsi Rościnno leżące w późniejszym [[Powiat gnieźnieński|powiecie gnieźnieńskim]. W 1291 papież Mikołaj IV potwierdził dominikankom poznańskim tę darowiznę. W 1288 Jan Gerbicz biskup poznański uposażył parafię w Lusowie m. in. w dziesięciny z Piątkowa. W 1296 Przemysł II już jako król Polski nadał na własność dominikankom poznańskim wsie Piątkowo oraz Rudnicze.
W 1365 król polski Kazimierz III Wielki zwolnił na 12 lat od wszelkich podatków wynikających z prawa polskiego m.in. od daniny na Suchedni, od poradlnego, od wołu, od wieprza, od owiec, mieszkańców we wsiach należących do dominikanek poznańskich, a więc w Słępowie koło Kłecka, w Piątkowie pod Poznaniem, w Donatowie pod Śremem, w Sokolnikach, w Rudniczu, w Białokoszu oraz w Rościnnie koło Rogoźna.
Historyczne dokumenty odnotowały także mieszkańców wsi pochodzących z innych stanów. W 1390 wspomniano Macieja sołtysa z Piątkowa. Jan Linda mieszczanin poznański odpierał jego roszczenia do sołectwa w Piątkowie. Odnotowano, że Jasiek z Soboty pełnomocnik sołtysa nie stawił się w sądzie. W 1419 ponownie wspomniano sołtysa piątkowskiego. W 1402 jako świadka w sądzie odnotowano kmiecia Piotra z Piątkowa. W 1531 rozgraniczono okolicę odnotowując kopiec narożny dzielący wsie Naramowice, Unołtowo, Morawsko i Piątkowo, a także wspomniano drogę z Unołtowa do Piątkowa . 
Zachowały się także zapisy w historycznych księgach podatkowych. W 1469 i 1475 Piątkowo nie zapłaciło kary z powodu nie zapłacenia wiardunków królewskich. W 1423 (według zachowanej kopii z lat 1488-1492) we wsi było 11 łanów. W 1508 pobrano wiardunki królewskie z Piątkowa od 4 półłanków. W 1563 miał miejsce pobór podatków ze wsi od 1,5 łana oraz młyna wodnego dorocznego o jednym kole wodnym w Winiarach koło Poznania. W 1580 pobrano podatki od 2 łanów oraz 2 zagrodników.
Wskutek II rozbioru Polski w 1793, miejscowość przeszła pod władanie Prus i jak cała Wielkopolska znalazła się w zaborze pruskim. Wieś należała do zakonu dominikanek aż do kasaty klasztoru przez władze pruskie w roku 1822, które znacjonalizowały majątek kościelny. W 1885 Piątkowo liczyło 126 mieszkańców, z których większość stanowili Polacy. Z grupy tej 115 osób deklarowało katolicyzm, podlegając pod rozległą parafię św. Wojciecha w Poznaniu. Pozostałe 11 osób należało do ewangelickiej parafii św. Krzyża na poznańskiej Grobli. Przez następnych 20 lat struktura demograficzna Piątkowa niewiele się zmieniła. W 1905 wieś miała 116 mieszkańców, w tym 102 katolików i tylko 14 ewangelików.
W drugiej połowie XIX wieku teren Piątkowa stał się miejscem intensywnej niemieckiej akcji kolonizacyjnej. Wzdłuż dzisiejszej ulicy Obornickiej powstało wiele gospodarstw niemieckich osadników, tworzących formę ulicówki. Piątkowo nabrało cech wzorcowej wsi niemieckiej.  W centralnej części wzniesiono szkołę oraz gospodę, wokół których koncentrowało się życie społeczne i towarzyskie osadników. Nowo powstała zabudowa niosła ze sobą wyraźne wpływy architektury nadreńskiej i bawarskiej.
Po odzyskaniu niepodległości gospodarstwa niemieckie zostały w większości wykupione przez uczestników powstania wielkopolskiego i żołnierzy walczących w wojnie polsko-bolszewickiej (wspomożonych przez władze) oraz przez reemigrantów z Ameryki, Niemiec i Francji. Zaczęły tu powstawać polskie stowarzyszenia i instytucje. W sali restauracji Gmurowskiego odbył się w 1923 roku patriotyczny koncert w wykonaniu orkiestry pod dyrekcją Feliksa Nowowiejskiego. Do kompozytora należało gospodarstwo i dom przy ul. Obornickiej pod numerem 303. Dom jest murowany, pochodzący z 1890 i potem przebudowany. Odwiedzała go tu Maria Zientara-Malewska i tutaj kompozytor napisał muzykę do jej Kolendy Warmińskiej.
W 1924 zamieszkał w Piątkowie działacz ruchu ludowego Józef Rączkowski.
W latach 1934–1954 istniała gmina Piątkowo. Według spisu powszechnego z 1921 r. Piątkowo miało 486 mieszkańców, w tym 228 Polaków i 256 Niemców.
W latach 30. XX w. we wschodniej części Piątkowa – na gorszej gatunkowo ziemi – rozwinęło się robotnicze osiedle zwane „Maderą”.

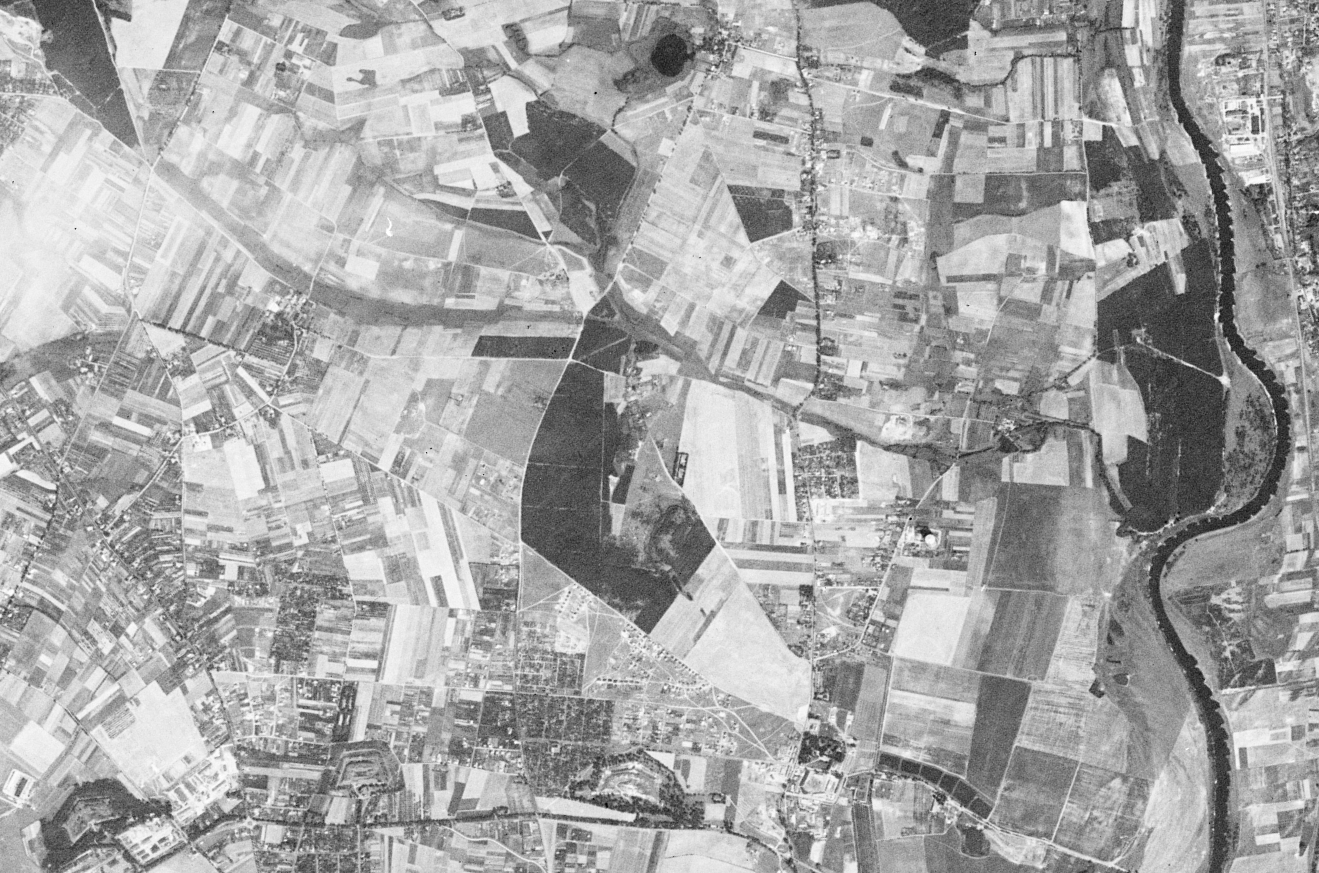
Tereny obecnego Piątkowa, Moraska, Umultowa i Naramowic sfotografowane przez amerykańskiego satelitę w 1965 r.

W 1973 roku 602 ha wsi Piątkowo i 111 ha Suchego Lasu zostało włączone w granice Poznania. W 1976 roku na polach położonych na wschód od ul. Obornickiej rozpoczęto budowę typowych „gierkowskich” osiedli mieszkaniowych. Powstało sześć skupisk bloków nazwanych imionami królów Polski. Bliżej ulicy Obornickiej, patrząc od północy, są to osiedla: Jana III Sobieskiego, Zygmunta Starego, Władysława Jagiełły i Bolesława Chrobrego. Od strony ulicy Umultowskiej, osiedla Stefana Batorego i Bolesława Śmiałego. Środkiem wytyczono nową arterię komunikacyjną biegnącą z Winograd, ulicę Szeligowskiego. W północno-zachodniej części Piątkowa, obok osiedla Jana III Sobieskiego, powstało osiedle Marysieńki, zabudowane domami jednorodzinnymi.
Do 1990 r. Piątkowo należało do dzielnicy Stare Miasto.
W 2004 r. utworzono jednostkę pomocniczą miasta Osiedle Piątkowo-Zachód. W 2007 r. przyłączono do osiedla obszar między ul. Obornicką a ul. T. Mateckiego (Stare Piątkowo) oraz Osiedle Hulewiczów, a także tereny między ul. Księcia Mieszka I a ul. Umultowską, ul. Lechicką a linią kolejowa nr 395 (Osiedle Stefana Batorego, Os. Bolesława Śmiałego). Nowy statut od 2011 r. przedstawiał już nazwę „Osiedle Piątkowo”.

## Zabudowa

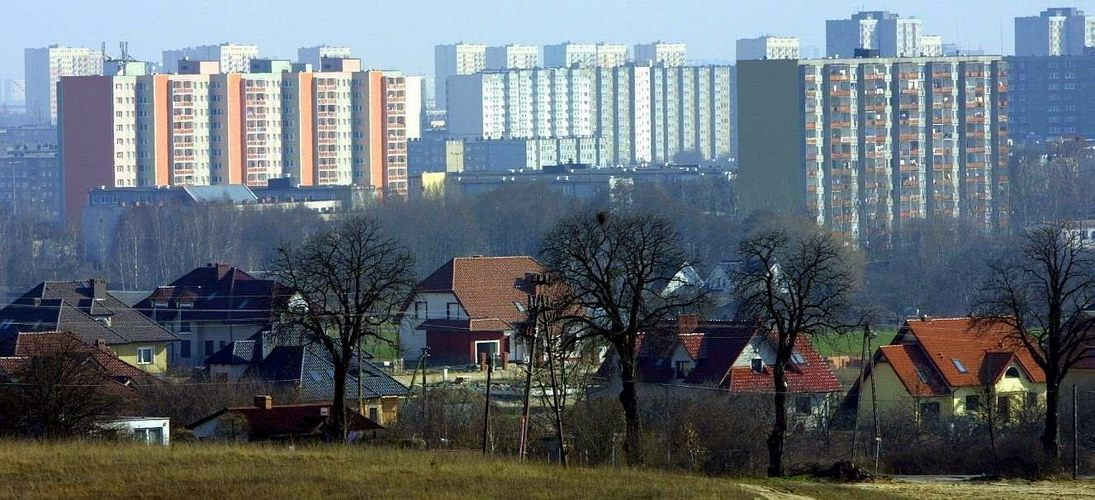
Widok z Góry Moraskiej na Piątkowo

Projekt ogólny osiedli piątkowskich wyłoniono w zamkniętym konkursie architektonicznym z 1972. Zwyciężył zespół z Gdańska pod kierownictwem Wiesława Andersa, który przewidywał realizację ośmiu jednostek osiedlowych rozlokowanych wzdłuż linii szybkiej kolei miejskiej (obecnego PST). Plany szczegółowe stworzyły dwa zespoły architektów: Piątkowo zaprojektował Anders, a Naramowice zespół pod wodzą Świętosława Tatarkiewicza. Oprócz budownictwa mieszkaniowego przewidziano dziewięć lokalnych centrów handlowo-usługowych i dodatkowo trzy duże o znaczeniu ogólnomiejskim. Technologia budowy bloków, jaką realizowano na Piątkowie to wielka płyta dwóch systemów: szczecińskiego i winogradzkiego. Plomby realizowane po ukończeniu poszczególnych osiedli wznoszone są do dziś w technologiach tradycyjnych.
Pierwszy blok mieszkalny na Piątkowie oddano do użytku w 1977 r. Powstał on na osiedlu Kazimierza Jagiellończyka (dzisiaj – część osiedla Bolesława Chrobrego).
Oprócz osiedli, na Piątkowie znajdują się obok siebie dwie wieże radiowo-telewizyjne Stacji Linii Radiowych Piątkowo. Starszą, żelbetową, o wysokości 76 m wybudowano na początku lat 60. XX wieku. W 1993 r. Mostostal Zabrze zakończył budowę drugiej, o konstrukcji stalowo-kratowej i wysokości 128 m. Wieże są niedostępne dla zwiedzających.
W południowej części Piątkowa znajduje się zabytkowy Fort Va, będący jednym z fortów Twierdzy Poznań.
Osiedla mieszkaniowe na Piątkowie:
- Osiedle Bolesława Chrobrego
- Osiedle Bolesława Śmiałego
- Osiedle Hulewiczów
- Osiedle Jana III Sobieskiego
- Osiedle Marysieńki
- Osiedle Stefana Batorego
- Osiedle Władysława Jagiełły
- Osiedle Zygmunta Starego.

Przy północno-wschodniej części Piątkowa, przy ul. Umultowskiej znajdują się Lasy Komunalne Poznania.
W południowej części Piątkowa, między ul. K. Tymienieckiego a ul. Lechicką znajduje się Pracowniczy Ogród Działkowy im. 23 Lutego.

## Samorząd pomocniczy

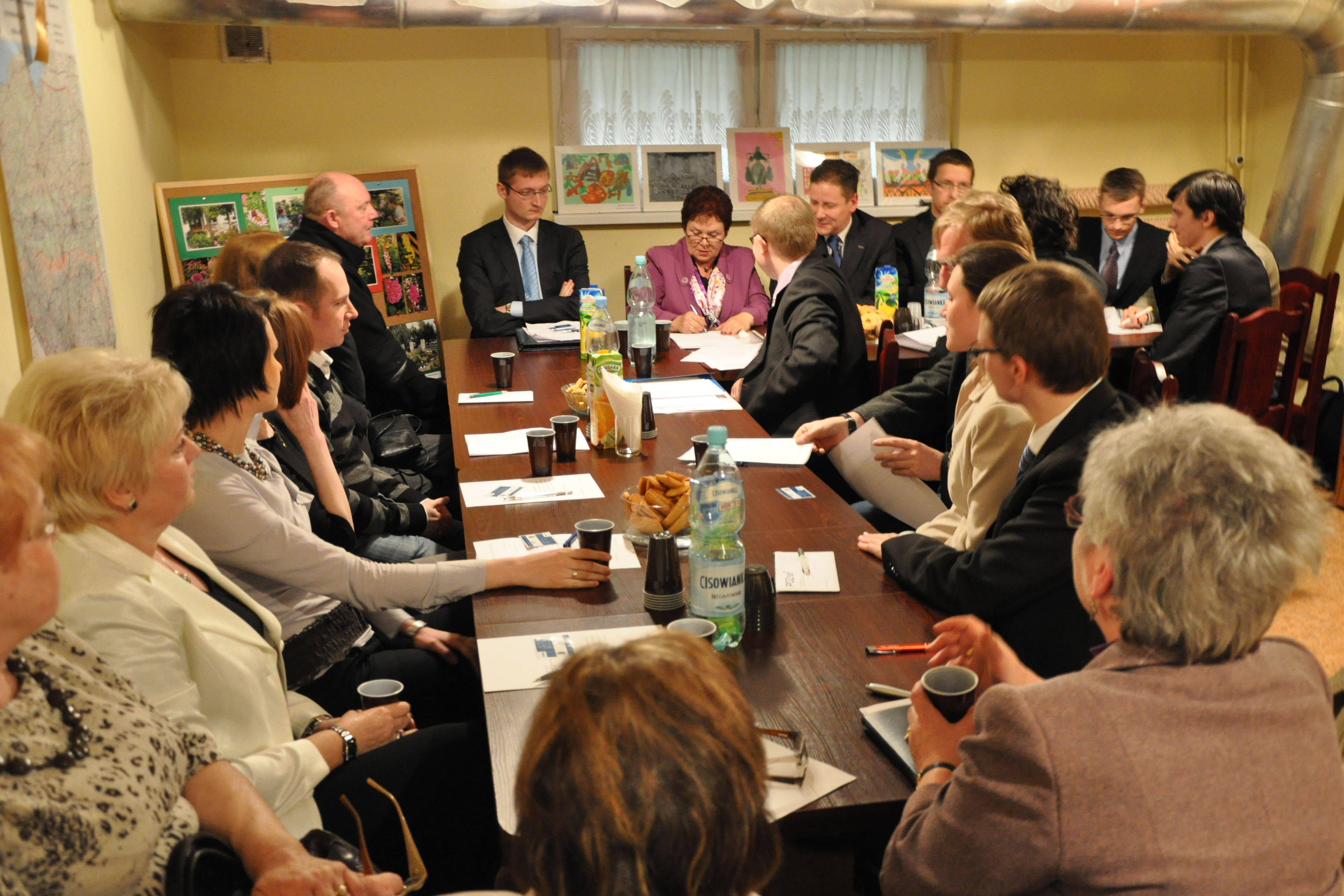
Rada Osiedla Piątkowo – jednostki pomocniczej miasta

Na Piątkowie istnieją dwie jednostki pomocnicze miasta. Osiedle Piątkowo obejmuje większą część miasta między ul. Obornicką a Umultowską oraz ul. Lechicką a linią kolejową nr 395. Z tego obszaru wyłączona jest jednostka Piątkowo Północ (do 2021 r. funkcjonująca jako "Osiedle Jana III Sobieskiego i Marysieńki"). Obejmuje mieszkaniowe Osiedle Jana III Sobieskiego oraz Osiedle Marysieńki – obszar od ulicy T. Mateckiego do Szeligowskiego oraz od Szymanowskiego i Magnacka do linii kolejowej nr 395.
Obie jednostki posiadają osobne rady osiedlowe i zarządy. Rada Osiedla Piątkowo posiada 21 radnych, a Rada Osiedla Jana III Sobieskiego i Marysieńki 15 radnych.

## Administracja
Piątkowo znajduje się w obszarze właściwości Sądu Rejonowego Poznań-Stare Miasto w Poznaniu.
Piątkowo jest w zasięgu działania Urzędu Skarbowego Poznań-Winogrady, który mimo swej nazwy znajduje się w obrębie osiedla Piątkowo, przy ul. Z. Wojciechowskiego.

## Edukacja
Lista placówek oświatowych w obrębie Osiedla Piątkowo oraz Osiedla Jana III Sobieskiego i Marysieńki:
- Szkoła Podstawowa nr 15 im. Jana III Sobieskiego – utworzona w 1983[23]
- Szkoła Podstawowa nr 17 im. Józefa Ignacego Kraszewskiego – utworzona w 1985[24]
- Szkoła Podstawowa nr 34 im. Wojska Polskiego – utworzona w 1988[25]
- Piątkowska Szkoła Społeczna im. dr Wandy Błeńskiej – utworzona w 1990[26]
- XV Liceum Ogólnokształcące im. prof. Wiktora Degi – utworzone w 1991[27]
- Szkoła Podstawowa nr 67 im. Jacka Kuronia (w latach 2001-2017 Gimnazjum nr 12) - utworzona w 1991[28]
- Zespół Szkół Zakonu Pijarów im. św. Józefa Kalasancjusza – utworzony w 2005[29]
  - Szkoła Podstawowa im. św. Józefa Kalasacjusza
  - Liceum Ogólnokształcące im. św. Józefa Kalasancjusza

## Komunikacja

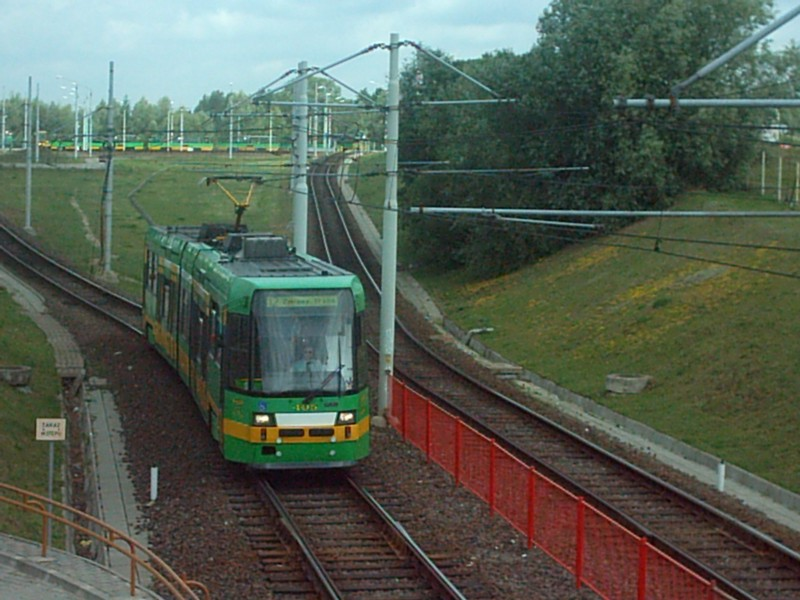
Tramwaj wyjeżdżający z pętli PST

W północnej części Piątkowa znajduje się Dworzec Jana III Sobieskiego, będący dworcem komunikacji autobusowej oraz tramwajowej. Wychodzi z niego linia tramwajowa PST – linie 12, 14, 15, 16 oraz 201, 202 (nocne).
W różne rejony dzielnicy można dojechać autobusami miejskimi: 146, 169, 174, 185, 188, 190, 191, 193, 198, oraz podmiejskimi: 348, 832, 901, 902, 904, 905, i 907 oraz nocnymi: 215, 218 i 253.

## Bezpieczeństwo
Na Osiedlu Jana III Sobieskiego znajduje się Komisariat Policji "Północ". Na Osiedlu Bolesława Chrobrego zlokalizowana jest remiza Jednostki Ratowniczo-Gaśniczej nr 5 Komendy Miejskiej Państwowej Straży Pożarnej, posiadająca Specjalistyczną Grupę Ratownictwa Wysokościowego.

## Wspólnoty religijne

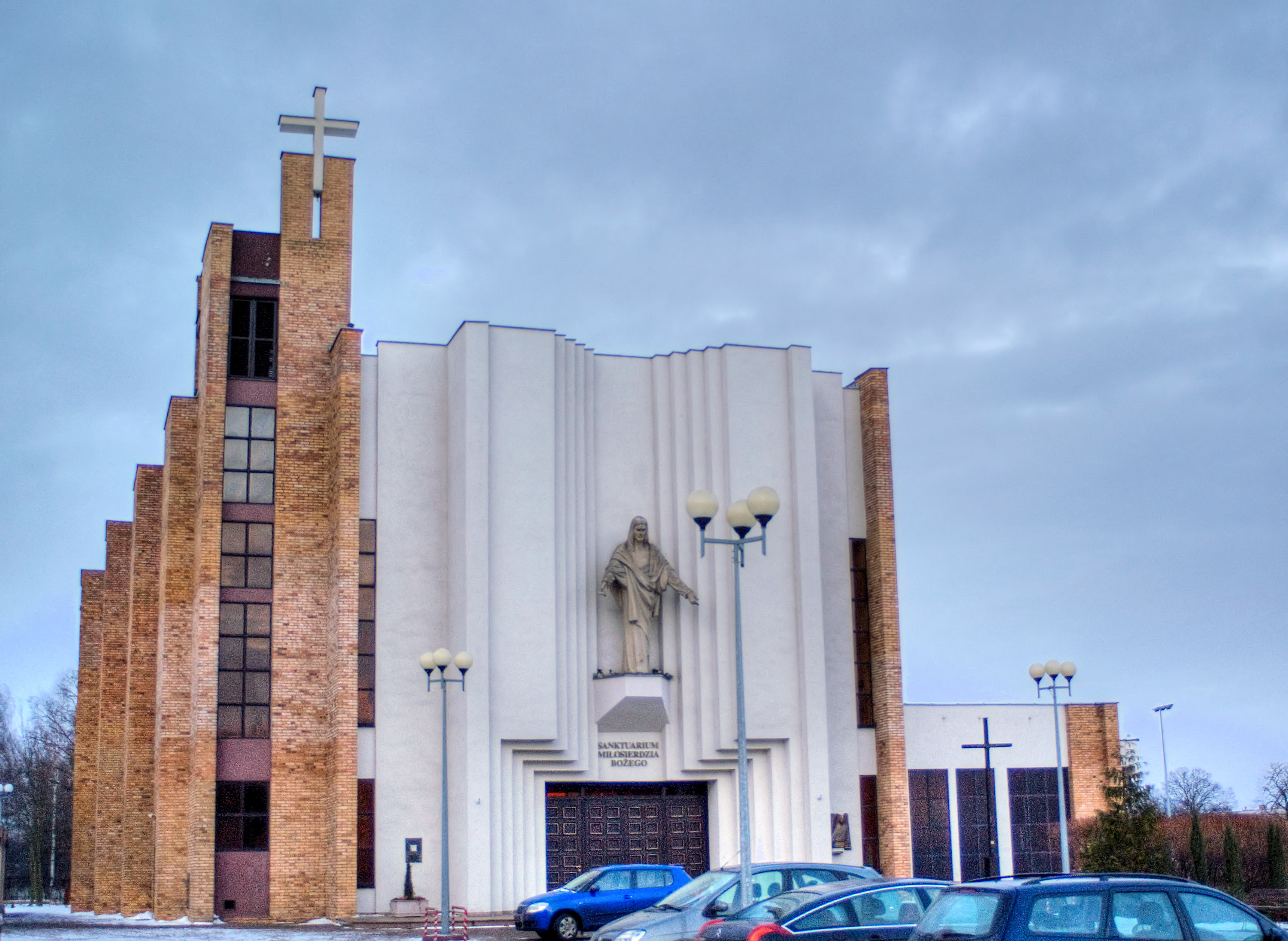
Sanktuarium Miłosierdzia Bożego

Na Piątkowie utworzono 5 parafii Kościoła rzymskokatolickiego, które są skupione w dekanacie Poznań-Piątkowo. Lista parafii na Piątkowie:
- parafia NMP Matki Odkupiciela
- parafia Narodzenia Pańskiego
- parafia Miłosierdzia Bożego
- parafia Opatrzności Bożej
- parafia św. Stanisława Biskupa i Męczennika

Kościół pw. Miłosierdzia Bożego jest sanktuarium archidiecezji poznańskiej.